# Guérman Titov
Guérman Titov   (Verkh-Jilino, 11 de setembre de 1935 - Moscou, 20 de setembre de 2000), nom complet amb patronímic Guérman Stepànovitx Titov, rus: Ге́рман Степа́нович Тито́в, fou un pilot de combat i cosmonauta soviètic, reserva de Iuri Gagarin al Vostok 1 i tripulant del Vostok 2. Després del seu retir del programa de vols tripulats, va passar a dirigir programes militars i, després de la desintegració de la Unió Soviètica, va ser diputat de la Duma pel Partit Comunista.

## Biografia
Guérman Titov va néixer al poble de Verkh Jílino al krai de l'Altai i va estudiar a l'Escola d'Aviació Militar de Stalingrad. Es va graduar a l'Escola de Pilots Militars de Novossibirsk el 1957 i es va integrar en les Forces Aèries de la Unió Soviètica, regió de Leningrad, amb el grau de coronel.
Es va casar amb Tamara Vassílievna Txerkàs i va tenir dues filles: Tatiana (1963) i Galina (1965). Va morir d'un atac de cor quan es trobava a la seva sauna, a Moscou.
| «               | Crec en l'home: en la seva força, les seves possibilitats i la seva raó. | » |
| — Guérman Titov |                                                                          |   |

## Honors
Guérman Titov va ser condecorat amb dues ordes de Lenin, i nombroses medalles i ordres estrangeres. Se li va distingir també amb el títol d'Heroi del Treball Socialista de Bulgària, país el qual va marcar molt la vida del pilot per les seves constants visites, ja que, ell mateix deia que era un "paradís natural". Heroi del Treball de Vietnam i Heroi de Mongòlia. Un cràter de la cara oculta de la Lluna es diu Titov.

## Ecos culturals
Morris Calden va escriure una biografia sobre ell, anomenada Sóc Àguila ("Àguila" va ser el nom en clau de la Vostok 2).
La pel·lícula 2010: The Year We Make Contact s'inicia amb una conversa entre Heywood Floyd i la seva contrapart soviètic Dimitri Moisevitch. Moisevitch comenta que la nau espacial "Cosmonaut Alexei Leonov" es prepara per anar a Júpiter. Floyd contesta que creia que la nau portaria el nom de Titov, al que Moisevitch replica que han decidit canviar-lo, perquè Titov havia caigut en desgràcia.